# Memoriał Ryszarda Nieścieruka 2002

## VIII Memoriał Ryszarda Nieścieruka
VIII Memoriał Ryszarda Nieścieruka odbył się 6 października 2002. Rozegrany został w nowej formule. W fazie eliminacyjnej zawodnicy ścigali się w czterech drużynach, liczących po czterech żużlowców. Następnie odbyła się faza finałowa, czyli dwa półfinały i finał wyłaniający zwycięzcę Memoriału. Do półfinału awans uzyskali po dwaj najlepsi zawodnicy z każdej drużyny. W finale pojechali zawodnicy, którzy w półfinałach zajęli 1. lub 2. miejsce. Wyścig finałowy liczył sześć okrążeń. Zwyciężył w nim po raz drugi Piotr Protasiewicz.
Wyniki
- 6 października 2002 r. (niedziela), Stadion Olimpijski (Wrocław). Sędzia – Marek Czernecki.
- NCD: 65,6 sek. – Krzysztof Słaboń w wyścigu 6.

| Msc. | Zawodnik                | Klub                  | Pkt |               |  |
| ---- | ----------------------- | --------------------- | --- | ------------- |  |
| 1    | (13) Piotr Protasiewicz | Polonia Bydgoszcz     | 14  | (u,2,3,3,3,3) |  |
| 2    | (5) Sebastian Ułamek    | Unia Leszno           | 14  | (2,2,3,2,3,2) |  |
| 3    | (11) Piotr Winiarz      | Stal Rzeszów          | 12  | (2,3,2,2,2,1) |  |
| 4    | (2) Rafał Okoniewski    | Unia Leszno           | 10  | (1,3,1,3,2,0) |  |
| 5    | (3) Krzysztof Słaboń    | WTS Wrocław           | 13  | (3,3,3,3,1)   |  |
|      | (15) Tomasz Jędrzejak   | WTS Wrocław           | 11  | (3,1,3,3,1)   |  |
| 7    | (9) Robert Dados        | WTS Wrocław           | 7   | (2,2,2,1,0)   |  |
|      | (7) Mariusz Węgrzyk     | RKM Rybnik            | 5   | (3,1,1,d,0)   |  |
| 9    | (16) Rafał Szombierski  | RKM Rybnik            | 7   | (2,3,0,2)     |  |
| 10   | (8) Piotr Baron         | WTS Wrocław           | 5   | (0,2,2,1)     |  |
| 11   | (6) Tomasz Gapiński     | Polonia Piła          | 5   | (1,1,2,1)     |  |
| 12   | (12) Piotr Świderski    | Kolejarz Rawicz       | 4   | (3,0,1,0)     |  |
| 13   | (14) Andrzej Zieja      | WTS Wrocław           | 4   | (1,1,d,2)     |  |
| 14   | (4) Tomasz Poprawski    | Iskra Ostrów          | 2   | (0,0,1,1)     |  |
| 15   | (1) Jacek Krzyżaniak    | WTS Wrocław           | 1   | (1,0,0,d)     |  |
| 16   | (10) Karol Malecha      | Włókniarz Częstochowa | 0   | (d,0,d,0)     |  |

Wyścig po wyścigu
Runda zasadnicza:
1. (66,4) Świderski, Ułamek, Zieja, Poprawski
2. (66,2) Słaboń, Winiarz, Gapiński, Protasiewicz (u1)
3. (67,0) Jędrzejak, Dados, Okoniewski, Baron
4. (66,8) Węgrzyk, Szombierski, Krzyżaniak, Malecha (d4)
5. (66,2) Szombierski, Dados, Gapiński, Poprawski
6. (65,6) Słaboń, Ułamek, Jędrzejak, Malecha
7. (66,1) Okoniewski, Protasiewicz, Węgrzyk, Świderski
8. (66,4) Winiarz, Baron, Zieja, Krzyżaniak
9. (65,8) Protasiewicz, Baron, Poprawski, Malecha (d/start)
10. (67,0) Słaboń, Dados, Węgrzyk, Zieja (d4)
11. (66,4) Ułamek, Winiarz, Okoniewski, Szombierski
12. (67,2) Jędrzejak, Gapiński, Świderski, Krzyżaniak
13. (67,0) Słaboń, Szombierski, Baron, Świderski
14. (67,6) Jędrzejak, Winiarz, Poprawski, Węgrzyk (d2)
15. (67,2) Okoniewski, Zieja, Gapiński, Malecha
16. (66,5) Protasiewicz, Ułamek, Dados, Krzyżaniak (d/start)

Kolejność po wyścigach eliminacyjnych:
| Grupa A | Grupa A          | Grupa A   | Grupa A | Grupa B | Grupa B        | Grupa B   | Grupa B | Grupa C | Grupa C          | Grupa C   | Grupa C | Grupa D | Grupa D             | Grupa D   | Grupa D |
|         | zawodnik         | starty    | suma    |         | zawodnik       | starty    | suma    |         | zawodnik         | starty    | suma    |         | zawodnik            | starty    | suma    |
| ------- | ---------------- | --------- | ------- | ------- | -------------- | --------- | ------- | ------- | ---------------- | --------- | ------- | ------- | ------------------- | --------- | ------- |
| 1.      | (3) K.Słaboń     | (3,3,3,3) | 12      | 1.      | (5) S.Ułamek   | (2,2,3,2) | 9       | 1.      | (11) P.Winiarz   | (2,3,2,1) | 8       | 1.      | (15) T.Jędrzejak    | (3,1,3,3) | 10      |
| 2.      | (2) R.Okoniewski | (1,3,1,3) | 8       | 2.      | (7) M.Węgrzyk  | (3,1,1,d) | 5       | 2.      | (9) R.Dados      | (2,2,2,1) | 7       | 2.      | (13) P.Protasiewicz | (u,2,3,3) | 8       |
| 3.      | (4) T.Poprawski  | (0,0,1,1) | 2       | 3.      | (8) P.Baron    | (0,2,2,1) | 5       | 3.      | (12) P.Świderski | (3,0,1,0) | 4       | 3.      | (16) R.Szombierski  | (2,3,0,2) | 7       |
| 4.      | (1) J.Krzyżaniak | (1,0,0,d) | 1       | 4.      | (6) T.Gapiński | (1,1,2,1) | 5       | 4.      | (10) K.Malecha   | (d,0,d,0) | 0       | 4.      | (14) A.Zieja        | (1,1,d,2) | 4       |

Półfinały
17. (67,0) Protasiewicz, Winiarz, Słaboń, Węgrzyk
18. (67,5) Ułamek, Okoniewski, Jędrzejak, Dados
Finał (rozgrywany na dystansie 6 okrążeń)
19. (96,3) Protasiewicz, Ułamek, Winiarz, Okoniewski